# Leptonycteris
Leptonycteris là một chi động vật có vú trong họ Dơi mũi lá, bộ Dơi. Chi này được Lydekker miêu tả năm 1891. Loài điển hình của chi này là Ischnoglossa nivalis Saussure, 1860.

## Hình ảnh

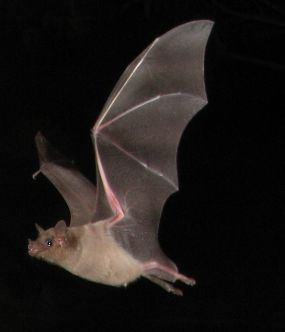
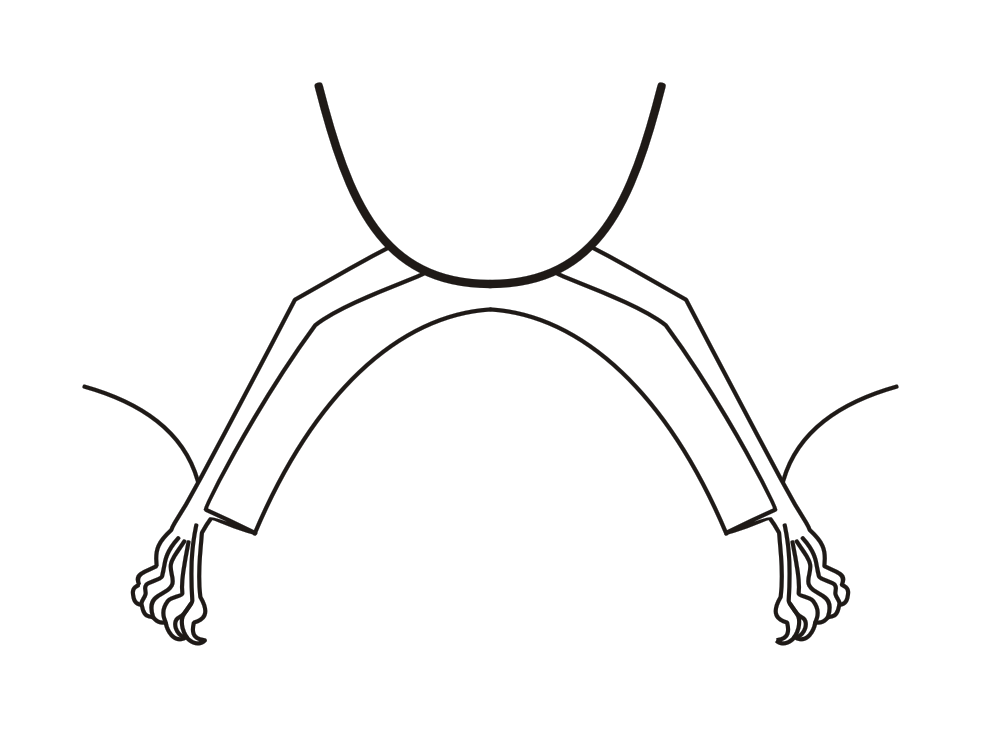

## Các loài
Chi này gồm các loài: